# 妹背山 (高知県)
妹背山（いもせやま）は、高知県宿毛市にある山。標高404.1m。
指宿市西南へ24km離れた海洋上の沖ノ島の中央にある島の最高峰、今昔物語に妹兄（いもせ）の島とあり、昔、この島に漂着した幼い兄妹が農耕をしながら生きながらえ、やがて夫婦になったという伝説が山名の由来と云われている。宿毛市の片島港から沖ノ島の母島港へ定期便があり、上陸し港から約1時間40分登ると一等三角点のある展望の利かない山頂に着く。

## ギャラリー

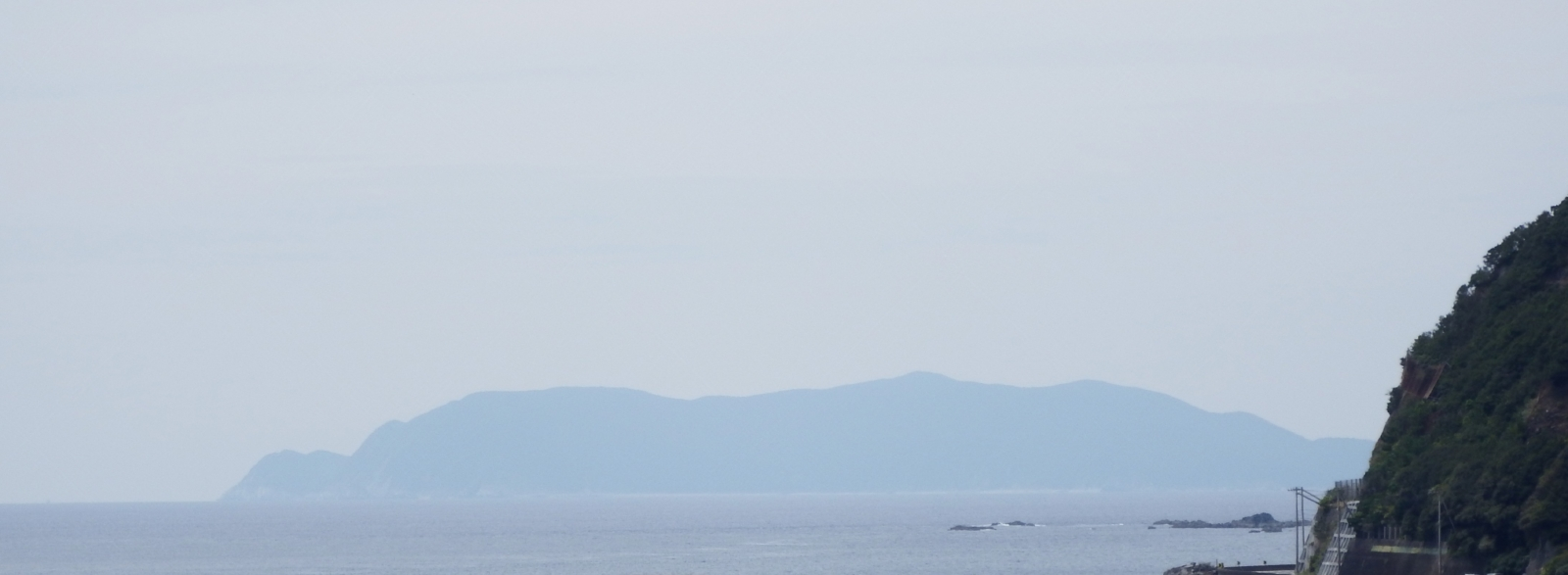
四国の叶岬付近から